# 1206
Cette page concerne l'année 1206  du calendrier julien. Pour l'année 1206 av. J.-C., voir 1206 av. J.-C.
L'année 1206 est une année commune qui commence un dimanche.

## Événements
- 9 janvier : capitulation de Mahdia[1].
- 11 février[2] : le calife almohade An Nasir entre dans Tunis et rétablit l’ordre dans le Maghreb oriental occupé par l’Almoravide Yahia Ben Ghaniya. Il doit y laisser un gouverneur, Abû Muhammad, fils du cheik Abu Hafs Umar. Ben Ghaniya se retranche aux Baléares, d’où il sera délogé par An Nasir en 1207.

- 13 mars : le Ghuride Muhammad Ghori, sultan de Ghor et de Ghaznî est assassiné à son retour de Lahore[3]. Il n’a pas de fils et n’a pas non plus désigné de successeurs. L’un de ses ghulâms (esclaves-soldats), Yildiz est proclamé sultan à Ghaznî. Qûtb ud-Dîn Aibak, esclave turc, obtient le sultanat de Delhi et fonde la dynastie des esclaves.

- Printemps : le chef de tribu Temudjin est proclamé Gengis Khan, chef suprême des Mongols dans un qurultay réunissant les tribus mongoles soumises[4]. Gengis Khan donne une constitution et un code de lois à l’Empire mongol, emprunté aux Ouïgour (Grand Yasa ou Djasag, Le Grand Corps de Lois, rédigé en partie par Chiki-koutougou et disparu aujourd’hui).
- 24 juillet, Inde : Qûtb ud-Dîn Aibak est couronné à Lahore (fin de règne en 1210)[5]. Fondation du sultanat de Delhi et de la dynastie des Esclaves (fin en 1290). Après une offensive contre Yilduz, qui s’est proclamé sultan à Ghaznî, Qutub se consacre à consolider l’administration du sultanat de Delhi.
- Décembre :
  - Chine : début du siège de Xiangyang (fin en mars 1207) par les Jin en guerre contre les Song[6].
  - Le shah du Khwarezm Ala ad-Din Muhammad prend Hérat et Ghôr aux Ghurides[7].

### Europe
- 24 janvier : à la mort de Gérard d’Alsace[8], Philippe de Namur devient régent de Flandre[9].
- 29 - 31 janvier : nouvelle victoire des Bulgares et de leurs auxiliaires Coumans sur les Latins à Rhusion près de Rodosto[10]. Kalojan menace Constantinople.
- Mars-avril : début de la prédication de Diego, évêque d’Osma (Espagne) et Dominique de Caleruega chez les Cathares. Ils imposent un style plus humble que les cisterciens (verbo et exemplo)[11].
- Avril : Guillaume de Champlite, un des chefs de la quatrième croisade, part de Corinthe[12] et achève la conquête de la principauté de Morée par sa victoire sur Michel Comnène à Kato Achaia près de Patras. Il a l’habileté d’épargner la noblesse locale et de s’assurer l’alliance vénitienne.
- Mai[13] : Philippe Auguste s’empare du comté de Nantes. Jean sans Terre ne possède en France que l’Aquitaine et le Poitou.
- 4 juin : la mère de Philippe II Auguste, Adèle de Champagne meurt à Paris, à l’âge de soixante-six ans[14].
- 1er juillet : à Courtrai, les nobles flamands jurent en présence de Barthélemy de Roye de respecter l’accord passé avec Philippe II Auguste[15].
- 9 juillet : Jean sans Terre débarque à La Rochelle[14].
- 27 juillet : les troupes de Philippe de Souabe battent celles d’Otton de Brunswick à Wassenberg, à l’ouest de Cologne[16]. Otton doit se réfugier en Angleterre.
- À la fin de l’été, Venise envoie une flotte conduite par Ruggiero Premarini et Renier Dandolo, fils du doge Enrico Dandolo[17], contre le corsaire génois Leone Vetrano qui a provoqué une révolte à Corfou. Vetrano est pris et exécuté. La flotte vénitienne conquiert les îles Ioniennes, presque toutes les îles de l’Égée puis la Crète en 1207.

- 1er août : Jean sans Terre prend Montauban ; à l’appel du vicomte de Thouars, il se rend maître de la majeure partie du Poitou et de l’Anjou. Angers est incendiée[14].

- 1er septembre[18] : en France, une ordonnance est prise pour limiter le taux des prêts à intérêt des juifs (le taux d’usure est limité à 43 % par an).

- 26 octobre : trêve de deux ans signée à Thouars entre Jean sans Terre et Philippe Auguste[14].

- Décembre[19] : Étienne Langton (v. 1155-1228) est nommé archevêque de Cantorbéry et cardinal par son ami le pape Innocent III.
- 27 décembre : Dominique de Guzmán et Diego d’Osma fondent le monastère féminin de Prouilhe[20] (qui ne deviendra monastère double que l’année suivante[21]), à l’origine du développement des dominicaines et des dominicains[22].

- François Bernadone (1182-1226), jeune bourgeois d’Assise, rompt avec les usages familiaux pour mener une vie de retraite, de prière et de mendicité[23].
- Vsevolod III Vladimirski place son fils aîné Constantin à la tête de Novgorod[24].
- Première mention de la ville de Dresde, actuellement en Allemagne[25].
- Mention de Saxons établis en Transylvanie par le roi de Hongrie pour protéger la frontière et mettre en valeur des terres. Ils viennent de Rhénanie, du Luxembourg, de Flandre et de Basse-Saxe et s’installent autour de Braşov, Sibiu, Bistritsa, bénéficiant de nombreux privilèges[26]. À la même époque sont mentionnés dans l’est de la Transylvanie les Sicules ou Szeklers, peut-être des populations turques de Pannonie refoulées par les Hongrois. Ils résistent longtemps à la féodalisation et conservent jusqu’au XVe siècle une organisation militaire fondée sur une paysannerie libre.
- Le chroniqueur Henri le Letton rapporte l’arrivée dans le port de Rīga de deux Koggen (cogues) qui sauvent la ville de la famine[27].
- Le comte palatin Henri le Long achève la construction de sa forteresse de Thurant, destinée à contrôler la basse vallée de la Moselle.